# Nawabganj (Chapai Nawabganj)
Nawabganj (Chapai Nawabganj), que al segle xix era coneguda com a Baragharia Nawabganj, és una ciutat i municipalitat de Bangladesh, capital del districte de Chapai Nawabganj i de la upazila de Nawabganj Sadar. Està situada a 24° 36′ N, 88° 17′ E / 24.600°N,88.283°E. Té una població (1991) de 153.252 habitants i està repartida en 15 wards i 70 mahalles, ocupant una superfície de 46,26 km². La població el 1901 era de 17.016 habitants.
La municipalitat fou establerta el 1903. Aleshores formava part del districte de Malda, del qual era la ciutat més gran en nombre d'habitants.